# Megabizo (filho de Zópiro)
Megabizo, filho de Zópiro, foi um nobre persa, sátrapa da Babilônia e general de Artaxerxes I.

## Família
Seu pai, Zópiro, filho de Megabizo,  foi indicado por Dario I para ser sátrapa da Babilônia. De acordo com Ctésias, Zópiro foi morto quando a Babilônia se revoltou contra Xerxes I.
De acordo com Fócio, os eventos que levaram à recaptura da Babilônia pelos persas, e que, em Heródoto, tem como protagonista Zópiro, em Ctésias tem como protagonista seu filho Megabizo. De acordo com Heródoto, Zópiro mutilou-se, cortando orelhas e nariz, cortou o cabelo e se fez chicotear, se refugiou na Babilônia, dizendo-se perseguido por Dario I, ganhou a confiança dos babilônios, traiu a cidade aos persas, sendo honrado por Dario com o governo da Babilônia.
De acordo com Ctésias, foi Megabizo que recapturou a Babilônia, e ele recebeu de Xerxes uma joia de ouro pesando 6.000 talentos.

## Casamento
Megabizo casou-se com Amitis, filha de Xerxes I. Megabizo recebeu ordens de Xerxes de pilhar o templo de Apolo em Sárdis, mas ele recusou; o templo foi pilhado pelo eunuco Matacas.
Megabizo acusou sua esposa, Amitis, de adultério; Xerxes repreendeu sua filha, mas ela disse ser inocente. Após Artapano e o eunuco Aspamitres terem assassinado Xerxes, Megabizo, muito irritado por causa do adultério, entrou em conspiração com Artapano, contra Artaxerxes I, mas Megabizo revelou o plano, e Artapano foi morto. Na luta que se seguiu, os três filhos de Artapano foram mortos, e Megabizo ficou muito ferido, o que deixou Artaxerxes, Amitis e Rodogine e a mãe deles, Amástris, muito preocupados. Megabizo foi salvo pelo médico Apolonides, de Cos.

## Guerra contra Inaro
Quando o Egito se revoltou sob a liderança do líbio Inaro, que derrotou e matou Aquêmenes, irmão de Artaxerxes,  Megabizo foi enviado para combatê-lo, com uma força adicional 200.000 homens e 300 navios comandados por Orisco, unindo-se aos 100.000 que sobreviveram dos 500.000 sob o comando de Aquêmenes. Os persas foram vitoriosos, Inaro foi ferido na coxa por Megabizo e fugiu para Biblos, no Egito, com os gregos sobreviventes; todo o Egito, com exceção de Biblos, foi submetido a Megabizo.
Como a fortaleza de Biblos parecia inconquistável, Megabizo fez um acordo com Inaro e os 6.000 gregos, prometendo que eles voltariam a salvo. Megabizo deixou Sarsamas como sátrapa do Egito, e levou Inaro e os gregos para Artaxerxes I, que, apesar de irritado pela morte do seu irmão, consentiu em deixá-los com vida. A rainha-mãe Amástris, porém, inconformada por Inaro e os gregos escaparem, pediu ao rei, e a Megabizo, que os entregassem, mas ambos recusaram; após cinco anos, porém, de tanto importunar o rei, este acabou cedendo, e Inaro foi executado por empalamento com três estacas, e cinquenta gregos decapitados.

## Revolta
Megabizo, que havia se tornado sátrapa da Síria, ficou muito chateado, e pediu para deixar sua satrapia; ele reuniu um exército de 150.000 homens, sem contar a cavalaria, e se revoltou. Usiris foi enviado contra Megabizo com 200.000 homens, na batalha que se seguiu, Usiris feriu Megabizo na coxa com uma lança, com dois dedos de profundidade, e Megabizo feriu Usiris, na coxa e no ombro; quando Usiris caiu do cavalo, Megabizo o protegeu, poupando sua vida. Na batalha, uma vitória de Megabizo, seus filhos Zópiro e Artífio, se destacaram; Megabizo enviou Usiris de volta para Artaxerxes.
O próximo a combater Megabizo foi Menostanes, filho de Artarius, sátrapa da Babilônia e irmão de Artaxerxes; novamente Megabizo foi vitorioso, e Menostanes foi ferido no ombro e na cabeça, mas com ferimentos que não eram mortais.
Artarius foi enviado a Megabizo, para que ele fizesse as pazes com o rei. Os termos de Megabizo eram que ele deveria manter sua satrapia e não ser mais obrigado a ir até a corte do rei. O rei enviou o eunuco paflagônio Artoxares, além de Amitis, esposa de Megabizo, o jovem de vinte anos Artoxares, e Petisas, que era filho de Usiris e o pai de Spitamas, para negociar com Megabizo, que acabou aceitando visitar o rei, que o perdoou.

## Exílio e morte
Algum tempo depois, quando o rei estava em uma caçada, Megabizo matou um leão que iria atacar o rei. O rei, irritado porque Megabizo havia matado o leão antes dele, o condenou a ser decapitado, mas, por intercessão de Amástris e Amitis, ele foi banido à Armênia. Após cinco anos de exílio, onde fingiu ser um leproso, Megabizo voltou à corte, e quase não foi reconhecido por Amitis. Pela intercessão de Amástris e Amitis, o rei o perdoou, e ele viveu até os setenta e seis anos, sua morte sendo lamentada pelo rei.

## Eventos após sua morte
Após sua morte, Amitis, assim como Amástris, passou a gostar da companhia de homens, e teve o médico Apolônides de Cós como amante. Amitis contou seu caso para a mãe Amástris, que contou para o rei, e este manteve Apolônides preso em correntes por dois meses, e foi enterrado vivo quando Amitis morreu.
Zópiro, filho de Megabizo e Amitis, se revoltou contra o rei, após a morte de seus pais, e fugiu para Atenas.